# Vérbovka (Rostov)
|  | Per a altres significats, vegeu «Vérbovka». |

Vérbovka (en rus: Вербовка) és un poble de l'óblast de Rostov, a Rússia, que en el cens del 2010 tenia 170 habitants, pertany al municipi de Zemtsov.